# Baierbrunn
Baierbrunn er en kommune i Landkreis München (Oberbayern), i den tyske delstat Bayern, der består af landsbyerne Baierbrunn og Buchenhain.

## Geografi
Baierbrunn ligger mellem Schäftlarn og Pullach syd for München på bredden af floden Isar. Kommunen har ligger ved Münchens S-Banenet (S7).